# 新疆战争
新疆战争是中华民国大陆时期发生在新疆省的一系列武装冲突。从军阀时期延续到第二次国共内战。对阵双方分别是中央陸軍新編第三十六師和东突厥斯坦独立运动主义者，最終中華民國取得勝利。

## 主要冲突
- 哈密暴动
- 苏联入侵新疆
- 婼羌暴動
- 1937年新疆战争
- 伊宁事变

## 战役
- 阿克蘇戰役
- 托克遜戰役
- 賽克孜塔什戰役
- 第一次喀什戰役
- 第一次迪化战役
- 第二次迪化战役
- 第二次喀什戰役
- 頭屯河戰役
- 達坂城之戰
- 葉爾羌戰役
- 英吉沙戰役

## 事件
- 克孜尔大屠杀